# Arme Eva Maria
Arme Eva Maria ist ein deutsches Stummfilmmelodram aus dem Jahre 1916 von Joe May mit dessen Ehefrau Mia May in der Titelrolle.

## Handlung
Prinzessin Eva Maria ist die Tochter des Fürsten Raßen und soll nach dessen Willen den Prinzen Tassilo ehelichen. Da sie diesen aber nicht liebt, büxt sie von zuhause aus und heiratet den sensiblen und attraktiven Maler Hans Flotow. Doch der Künstler ist ein Windhund, bemächtigt sich ihres Vermögens und brennt mit einer Chansonsängerin nach Amerika durch. Daraufhin kehrt die arme Eva Maria in ihre Upperclass-Kreise zurück und heiratet den Gutsbesitzer und Baron Dr. Devero.

## Produktionsnotizen
Arme Eva Maria passierte im Dezember 1916 die Filmzensur, wurde mit Jugendverbot belegt und lief am 29. Dezember 1916 in den Kinos an. Die österreichische Fassung des Fünfakters war rund 1700 Meter lang und hatte am 1. März 1918 ihre Wiener Premiere.

## Kritik
In Paimann’s Filmlisten ist zu lesen: „Stoff und Szenerie sehr gut, Spiel und Photos ausgezeichnet.“